# Agnieszka Jaskółka
Agnieszka Jaskółka (ur. 22 maja 1975 (?) w Warszawie) – polska aktorka niezawodowa i modelka.

## Życiorys
W 1992, po sesji zdjęciowej zrobionej przez Lidię Popiel (żonę Bogusława Lindy) fotografie przedstawiono reżyserowi Władysławowi Pasikowskiemu, który zaproponował jej rolę w filmie Psy. Wcieliła się w nim w postać Angeli Wenz, kochanki głównego bohatera (granego przez B. Lindę), która zdradza go z jego przyjacielem (Marek Kondrat). Rola Jaskółki, podobnie jak i inne kreacje aktorskie w tym filmie, spotkała się z dobrym przyjęciem przez krytyków.
Podczas 17. Festiwalu Polskich Filmów Fabularnych w Gdyni za film Psy otrzymała nagrodę za drugoplanową rolę kobiecą. 
Nie kontynuowała kariery filmowej. Pracowała jako modelka, przez pięć lat pracowała też w kancelarii prawnej; mieszkała w Paryżu, San Francisco, Los Angeles i Chicago. W późniejszych latach zagrała epizodyczne role w serialu Teraz albo nigdy! (2009) oraz w filmie Weekend (2011), debiucie reżyserskim Cezarego Pazury.
Była uczestniczką dwunastej edycji programu rozrywkowego Taniec z gwiazdami (2010).

## Życie prywatne
Gdy miała 17 lat, jej matka, będąca dyrektorem finansowym, została zamordowana we własnym domu podczas napadu rabunkowego.
22 kwietnia 2017 poślubiła Marka Rachockiego.

### Data urodzenia
Niektóre internetowe portale filmowe podają, że urodziła się w 1978, co nie jest możliwe zważywszy na datę produkcji filmu Psy (1992). W 2010, przed występem w Tańcu z gwiazdami, media podawały, że ma 32 lata. W późniejszych wywiadach sama zainteresowana twierdziła, że podczas realizacji filmu Psy miała 17 lat.